# Rudolfsheim
Rudolfsheim ist der westliche Bezirksteil des 15. Wiener Gemeindebezirkes Rudolfsheim-Fünfhaus und eine der 89 Wiener Katastralgemeinden. Die früher eigenständige Gemeinde Rudolfsheim wurde aus Braunhirschen, Reindorf und Rustendorf gebildet. 1892–1938 war Rudolfsheim der Name des damaligen 14. Bezirks.

## Geographie

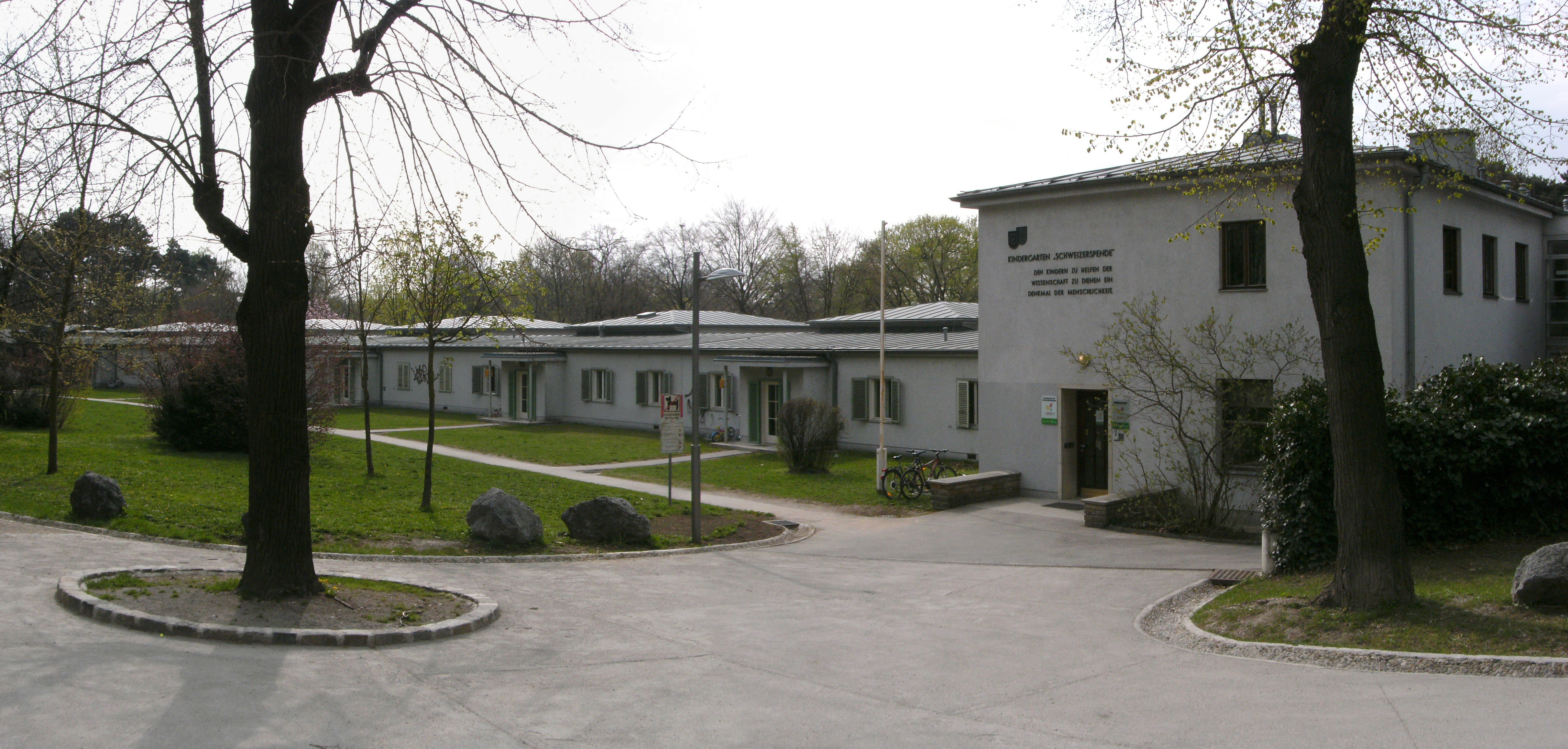
Kindergarten im Auer-Welsbach-Park, der seit 1992 zu Rudolfsheim gehört

Rudolfsheim grenzt im Norden und Osten an den Bezirksteil Fünfhaus, im Süden an den Bezirksteil Sechshaus, im Westen an die Katastralgemeinde Penzing (14. Gemeindebezirk Penzing) und im Südwesten an Schönbrunn (13. Bezirk Hietzing). Im Bereich Schönbrunn greift die Katastralgemeinde über den Wienfluss aus, die U-Bahn-Station Schönbrunn gehört beispielsweise zu einem Teil zu Rudolfsheim. Die Katastralgemeinde erstreckt sich über ein Gebiet von 167,44 ha.
Unter der Bezeichnung Rudolfsheim-Braunhirschen existiert ein aus sieben Zählsprengeln bestehender Zählbezirk der amtlichen Statistik, dessen Gebiet jedoch nur einen Teil der Katastralgemeinde Rudolfsheim einnimmt.

## Geschichte
Nachdem während der zweiten Türkenbelagerung im Jahre 1683 fast alle Orte im Bereich des heutigen 15. Bezirkes zerstört worden waren, entstanden zum Teil durch Wiederaufbau der alten Siedlungen fünf Dörfer: Rustendorf, Braunhirschen, Reindorf, Sechshaus und Fünfhaus. Drei davon, nämlich Braunhirschen, Rustendorf und Reindorf, schlossen sich 1863 auf Grund der hohen Bevölkerungszunahme und Erleichterung der Verwaltung zu einer Gemeinde zusammen, diese wurde zu Ehren des damals fünfjährigen Kronprinzen Rudolf Rudolfsheim genannt.
Ebenso wie Fünfhaus wurde auch Rudolfsheim ab den 1860ern in die damals noch bis zur Westbahn reichende Schmelz bis zur Hütteldorfer Straße erweitert. Es entstand ein Viertel mit relativ einheitlicher gründerzeitlicher Verbauung mit dem Kardinal-Rauscher-Platz und der Rudolfsheimer Pfarrkirche im Zentrum. Nur mit dem Elisabethspital und dem mit fünf einmündenden Straßen angelegten Wieningerplatz wurde die regelmäßige Rasterung etwas durchbrochen. Im Gegensatz zur Bezeichnung Neu-Fünfhaus, die von der bis 2016 bestehenden Pfarre als Eigenname weitergeführt wurde, ist die analoge Bezeichnung Neu-Rudolfsheim selten in Gebrauch.
1892 wurde Rudolfsheim zusammen mit Sechshaus als 14. Wiener Gemeindebezirk nach Wien eingemeindet.
Auf dem Stadtplan 1912 besitzt der Bezirk den westlichen Teil der Schmelz, in der Zwischenkriegszeit nicht mehr. Dadurch hatte Rudolfsheim auch keinen Anteil an der zweiten Phase der Verbauung der Schmelz ab 1911 bzw. in der Zwischenkriegszeit.
Am 15. Oktober 1938 wurde Rudolfsheim mit Fünfhaus zum 15. Bezirk Fünfhaus vereinigt. Dabei kam auch das Gebiet zwischen Auer-Welsbach-Park (damals Schönbrunn-Vorpark) und der Hollergasse vom 13. zum 15. Bezirk (gelegentlich Neu-Penzing genannt). Hauptsächlich gibt es dort einen zum damaligen Zeitpunkt doppelt so großen Betriebsbahnhof der Straßenbahn (heute Bahnhof Rudolfsheim). Am 15. Februar 1957 wurde Fünfhaus durch einen Gemeinderatsbeschluss in Rudolfsheim-Fünfhaus umbenannt. Zwischen 14. und 15. Bezirk wurden 1992 Grenzberichtigungen vorgenommen, wodurch seither der Auer-Welsbach-Park zu Rudolfsheim gehört.

## Kultur und Sehenswürdigkeiten

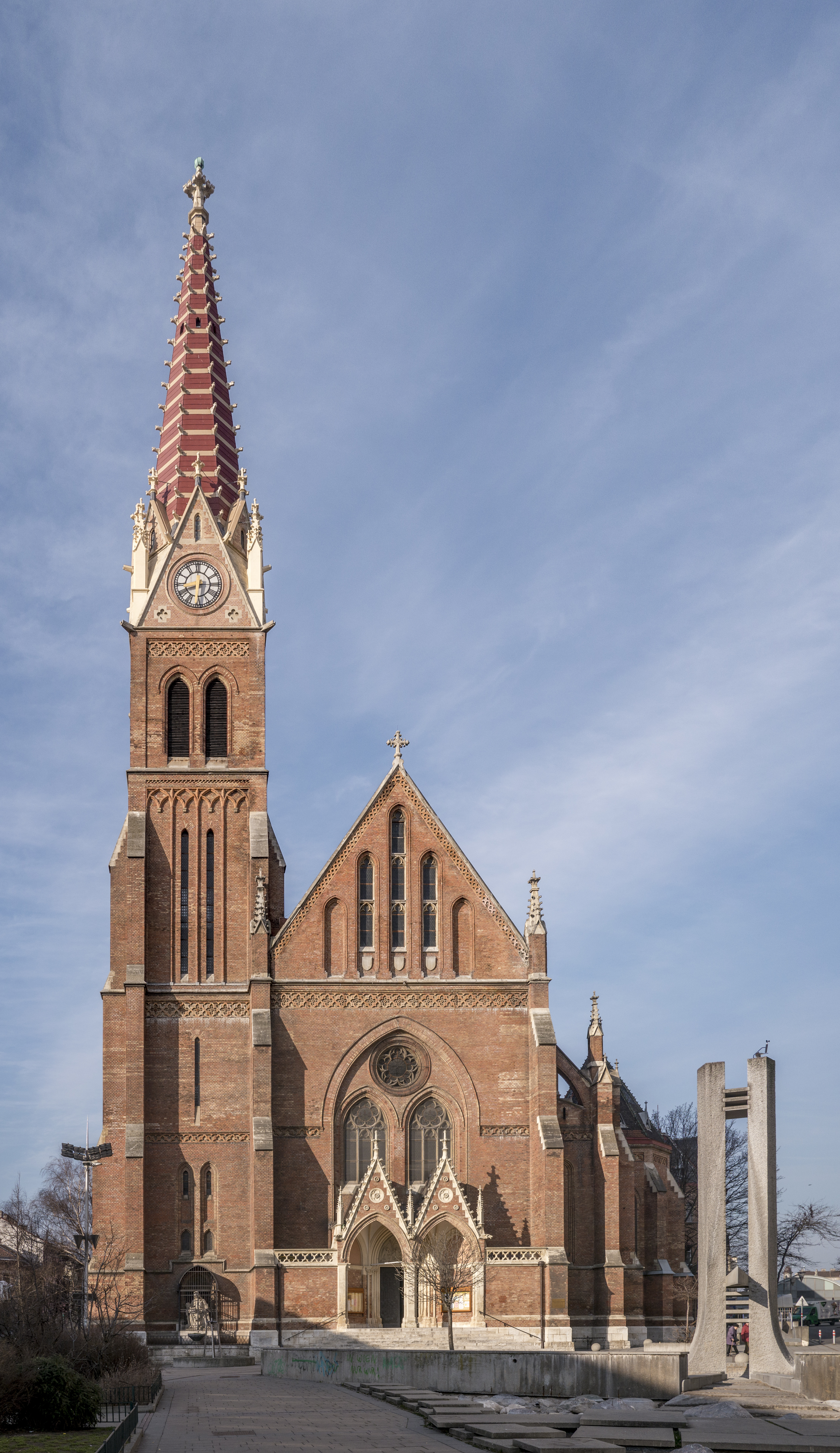
Rudolfsheimer Pfarrkirche

In Rudolfsheim sind mehrere Bereiche von der Stadt Wien als bauliche Schutzzone ausgewiesen. Zwischen Mariahilfer Straße und Westbahn, rund um die Rustengasse sind einige Häuser zur Schutzzone Rustendorf zusammengefasst. Eine weitere Schutzzone Braunhirsch-Reindorf gibt es entlang der Reindorfgasse mit der Pfarrkirche Reindorf im Zentrum und den angrenzenden Gebäuden an der Mariahilfer Straße (v. a. die monumentale Zinshausanlage des Schwenderhofes, Nr. 189–191), sowie zwei an der Mariahilfer Straße weiter stadteinwärts liegende Blöcke, die eigentlich schon zu Fünfhaus gehören. Umgekehrt sind die Häuser Sechshauser Straße 89 bis 99, die schon zu Rudolfsheim gehören, Teil der Schutzzone Sechshaus.
Die von 1893 bis 1898 erbaute römisch-katholische Rudolfsheimer Pfarrkirche ist ein Werk des Architekten Karl Schaden. In Rudolfsheim befinden sich auch die von 1787 bis 1789 errichtete Reindorfer Pfarrkirche und die 1972 geweihte, nach Plänen von Josef Vytiska erbaute Herz-Mariä-Kirche.  Ein Zinshaus an der Sechshauser Straße wurde 1920 von der Evangelisch-methodistischen Kirche zu einem Kirchengebäude umgebaut. Im Südwesten des Bezirksteils erstreckt sich der Auer-Welsbach-Park.
Das Wappen von Rudolfsheim setzt sich aus den Wappen von Rustendorf (links), Reindorf (rechts) und Braunhirschen (untere Hälfte) zusammen, am Schnittpunkt der Drittel befindet sich ein goldenes „R“, das für Rudolfsheim steht. Zu beachten ist, dass das Wappen von Rudolfsheim ähnlich dem von Fünfhaus nicht ident ist mit der Wappenhälfte im Wappen von Rudolfsheim-Fünfhaus, vor allem in Farbgebung und Detaildarstellung.

## Wirtschaft und Infrastruktur
In Rudolfsheim befand sich bis 30. November 2012 der Gebäudekomplex des Kaiserin-Elisabeth-Spitals. Bis 2015 entstand auf dem ehemaligen Spitalsareal ein Pflegewohnheim, vom 1890 errichteten Spital sind aber noch drei Baublöcke erhalten, in einem ist eine Schule für Krankenpflege untergebracht. Der neue Meiselmarkt wurde 1995 in einem ehemaligen Wasserbehälter eröffnet. Die U-Bahn-Station Johnstraße und die U-Bahn-Station Schweglerstraße der Linie U3 gibt es seit dem Jahr 1994.

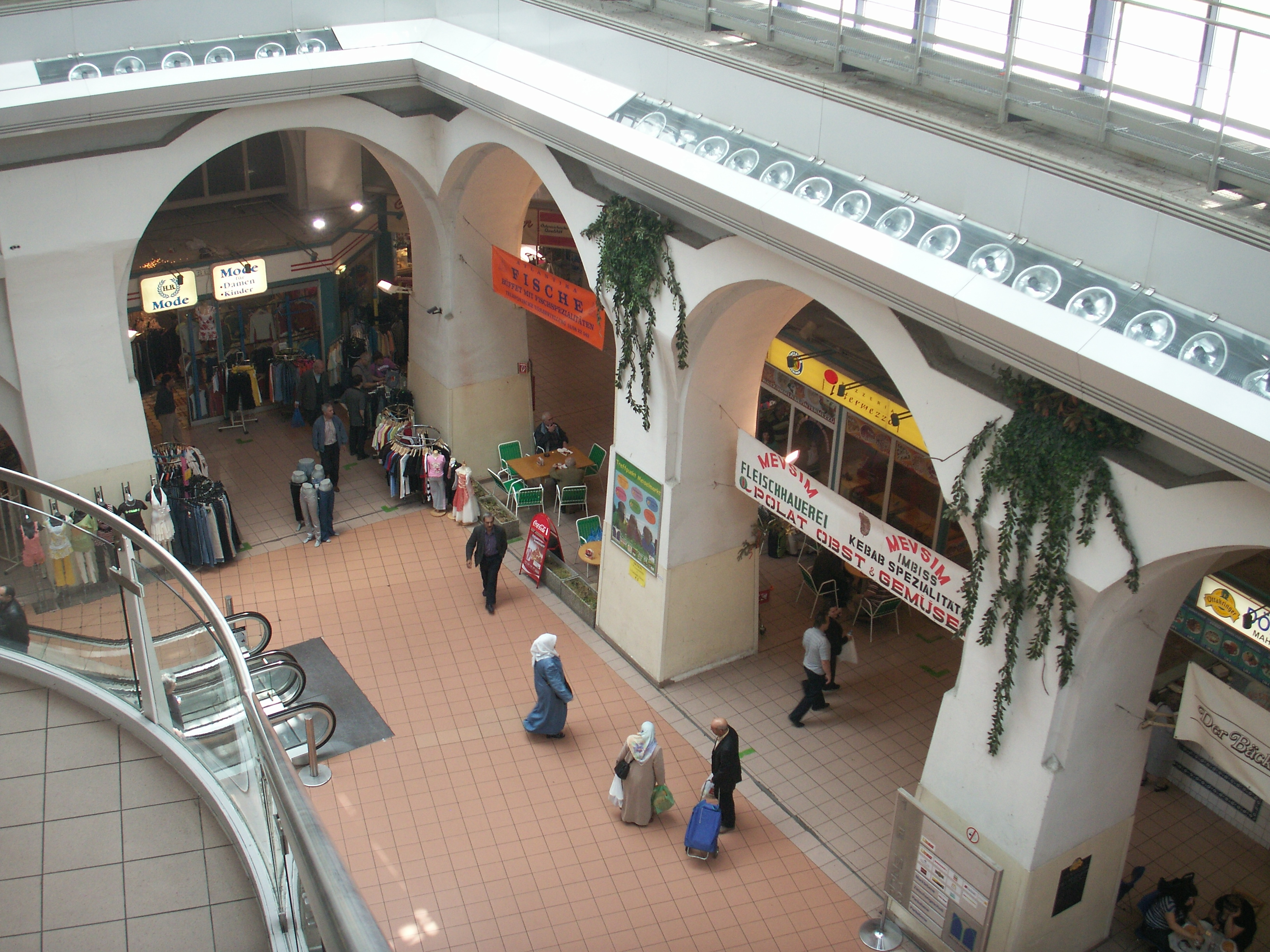
Meiselmarkt, Pfeiler des ehemaligen Wasserbehälters
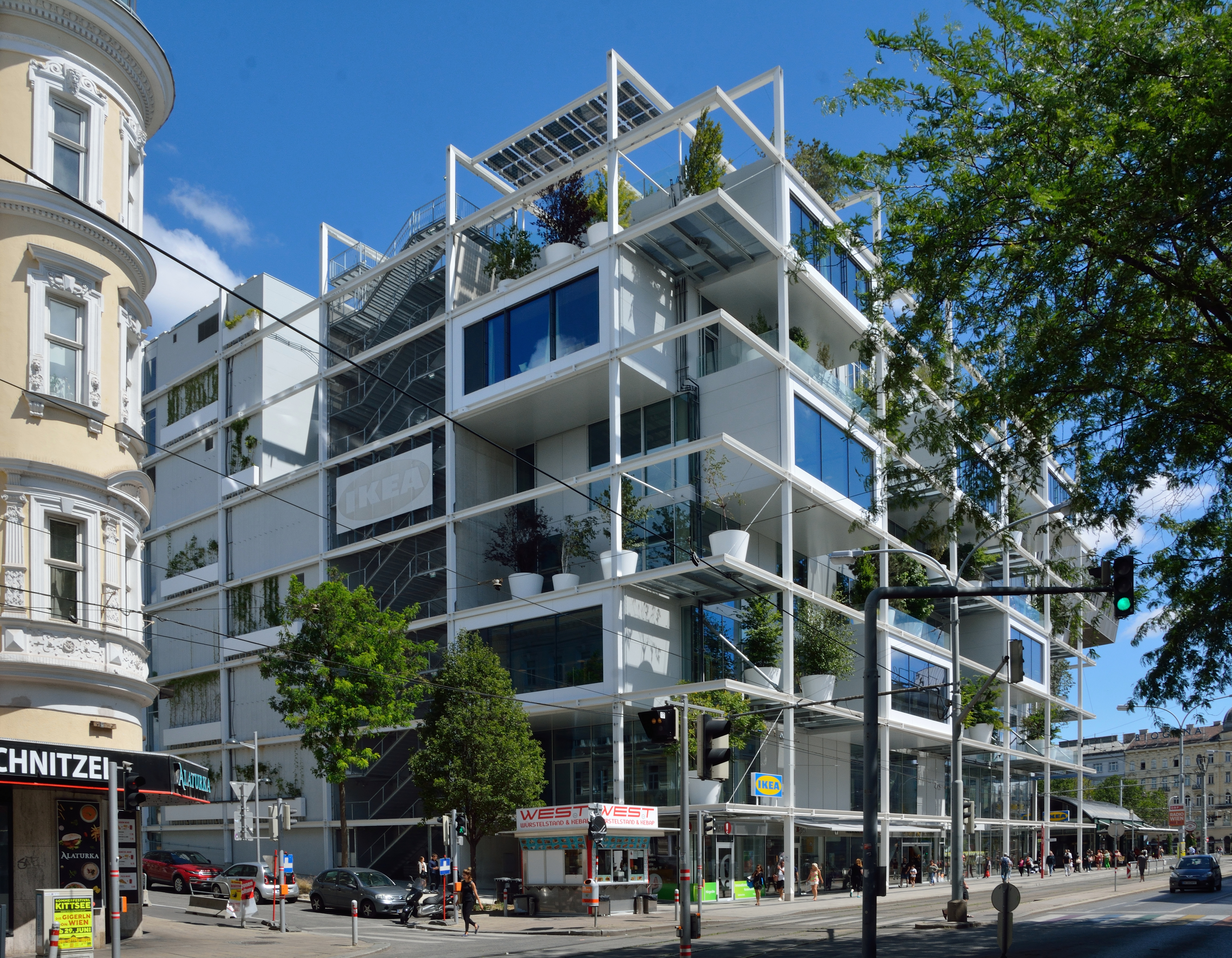
City IKEA am Westbahnhof
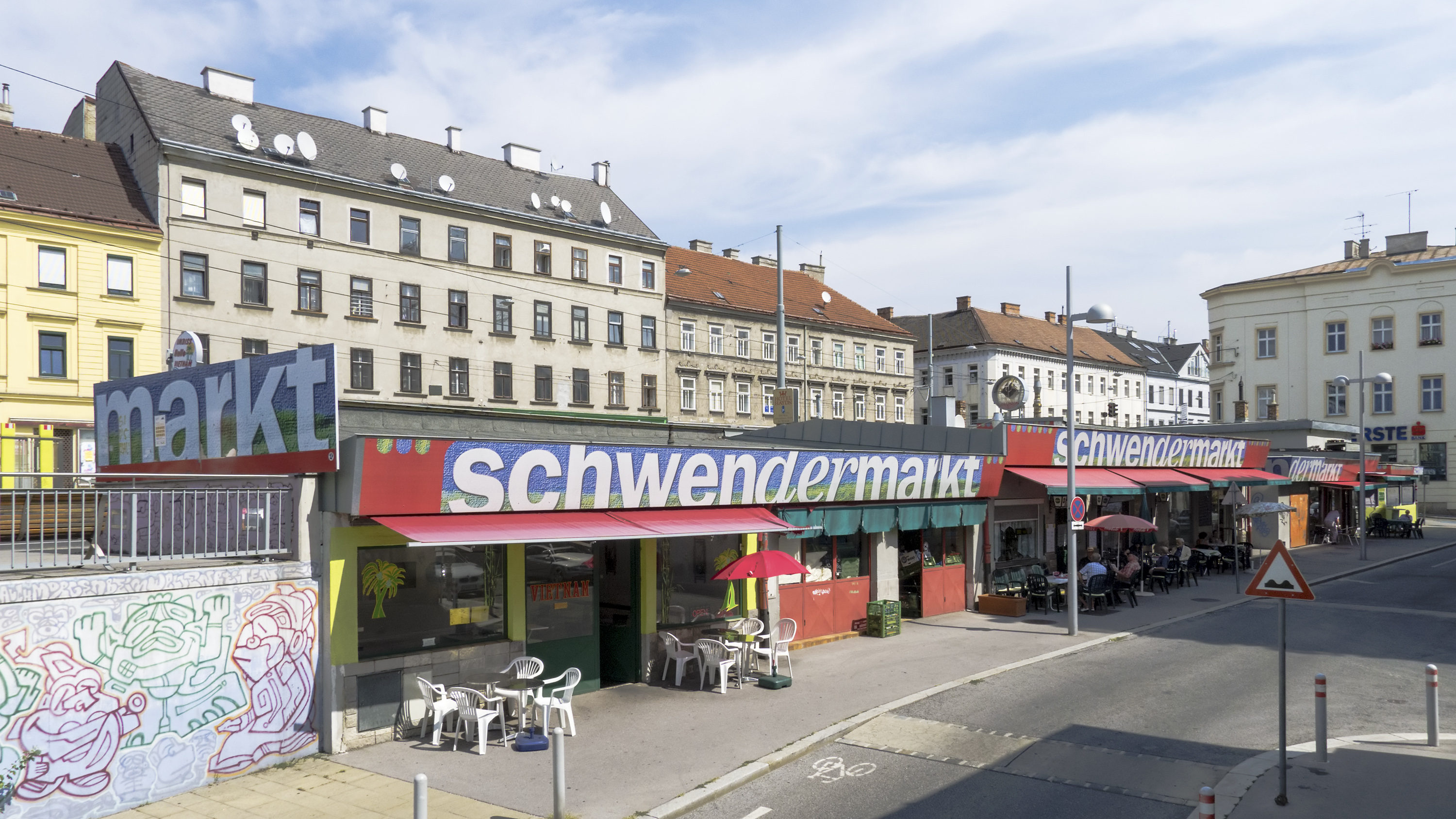
Schwendermarkt
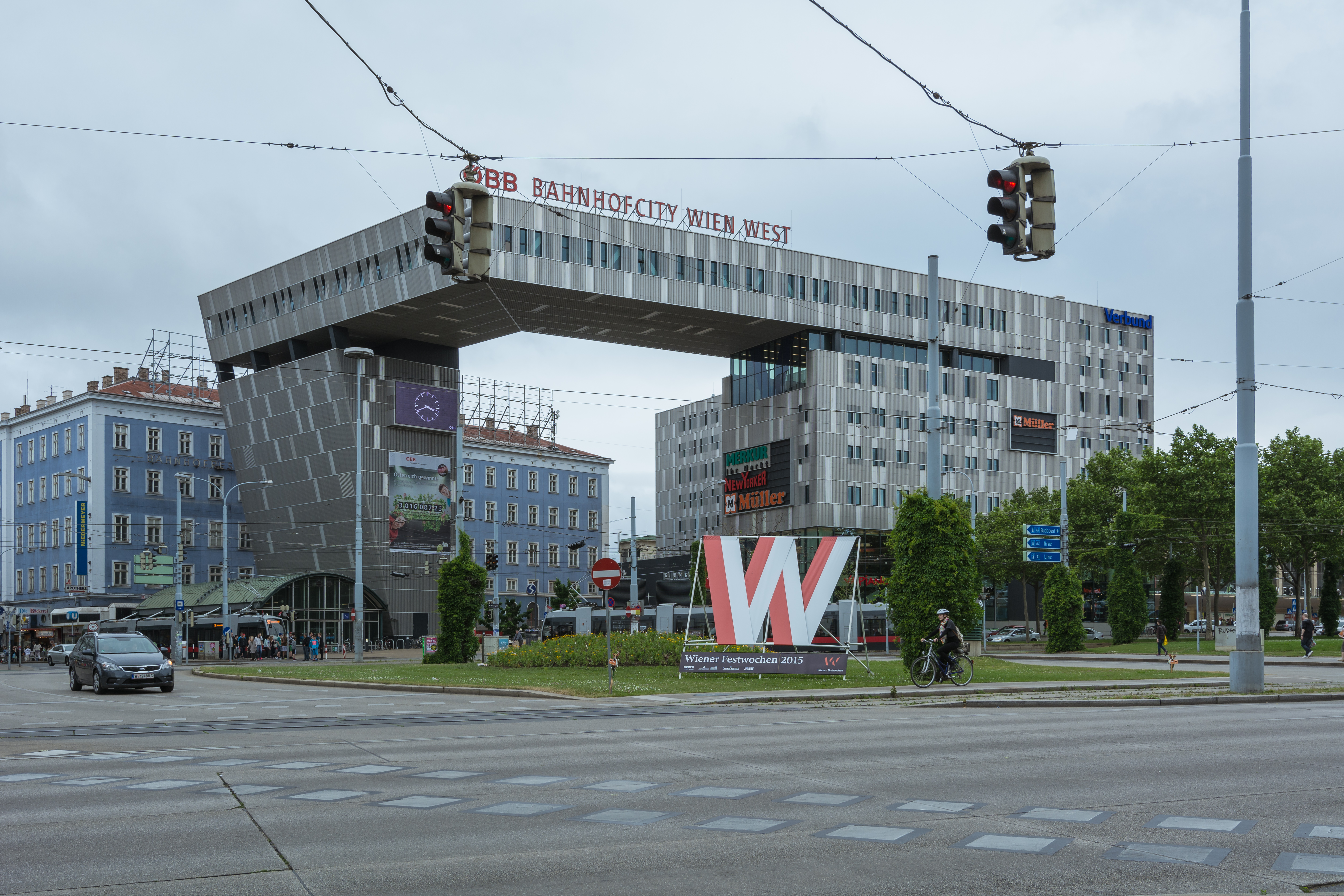
Zugang zum Einkaufszentrum am Europaplatz

## Persönlichkeiten
- Alfred Adler (1870–1937), Begründer der Individualpsychologie
- Lili Grün (1904–1942), Schauspielerin und Schriftstellerin
- Oskar Lasser von Zollheim († 26. März 1926),[4] Bezirkshauptmann[5][6]
- Johann Schwegler (1820–1903), Kaffeesieder, Bürgermeister von Rudolfsheim
- Rudolf Wiszkoczil (1870–1925), Architekt